# Euro Dance 3
Euro Dance 3 è una raccolta di musica dance pubblicata nel mese di giugno del 2000 mixata da Mauro Miclini.
Quest'album contiene i successi ed i "tormentoni" dell'estate 2000, comprendendo tutte le hit più ballate di quell'anno, come i successi di Modjo, Gigi D'Agostino e Mauro Picotto.

## Tracce
1. Modjo – Lady (Hear Me Tonight) – 3:25
2. Kaliya – Ritual Tibetan – 2:32
3. Gigi D'Agostino – La Dance – 3:45
4. Floorfilla – Anthem #4 – 2:38
5. Prezioso feat. Marvin – Voices (feat. Marvin) – 3:15
6. ATC – Around The World (La La La La La) – 2:30
7. Mash – Rock The Disco – 2:35
8. M.T.J. – Lovely Dance – 3:07
9. Gitta – No More Turning Back – 3:40
10. Negrocan – Cada Vez (Que Te Veo) – 3:36
11. Ian Pooley – Coração Tambor – 2:59
12. Black Legend – Light My Fire – 3:30
13. Mauro Picotto – Komodo megamind (remix) – 2:32
14. Mario Più – Techno Harmony armonia divina mix – 3:24
15. Darude – Sandstorm – 2:08
16. York – On The Beach – 3:03
17. Georgie Porgie – Life Goes On – 2:38
18. Lucrezia – Lookin' 4 Love – 3:07

Durata totale: 54:24